# Barabás Tibor (író)
Barabás Tibor (Pécel, 1911. augusztus 27. – Budapest, 1984. május 1.) Kossuth- és József Attila-díjas magyar író.

## Életpályája
Berkovits Arnold (1868–1925) és Breitner Malvin (1875–1945) fia. 1928-ban kapcsolódott be a munkásmozgalomba. Munkái az 1930-as évektől jelentek meg. 1941–1945 között munkaszolgálatos volt. 1945-ben a Cserépfalvi Könyvkiadó irodalmi vezetője, majd a Szabad Nép kulturális rovatvezetője volt. 1946–1949 között az Írószövetség főtitkára. 1949–1951 között a Révai, illetve a Szépirodalmi Könyvkiadó igazgatója volt. 1957–1966 között a KPM sajtóosztályát vezette. 1967-től a Budapester Rundschau munkatársa volt.

## Munkássága
Cikkeit 1932-től rendszeresen jelentették meg különböző napilapok és folyóiratok, mint például a Népszava, Az Újság, a Szép Szó, a Literatura, a Magyar Hírlap. József Attila és Nagy Lajos baráti köréhez tartozott. Első allegorikus regényével (Máglyák Firenzében) a rasszizmusról mondott ítéletet. 1945-ben az irodalompolitika végrehajtásában vállalt szerepet. Szépirodalmi munkáival, tanulmány- és riportköteteivel a kommunista ideológiát terjesztette (Egy nép nevelői, Az első lecke, Új Krónika). Az 1950-es évek közepétől művészek, zeneszerzők életét írta meg regényes formában (Beethoven, Mozart, Chopin, Liszt Ferenc, Michelangelo, Rembrandt).

## Művei

### 1944-ig
- Barrabás Tibor: Hét novella; szerzői, Rákospalota, 1940
- Barrabás Tibor: Eszterke. Kis regény; Klein S. Ny., Bp., 1941
- József Attila, a szegénység költője. József Attila verseiből; Szociáldemokrata Párt, Bp., 1942
- Máglyák Firenzében; Heros, Bp., 1942
- Az európai szellem magyar úttörői; Szociáldemokrata Párt, Bp., 1942

### 1945–1956
- Martinovics élete; Cserépfalvi, Bp., 1945 (A szabadság hírnökei)
- Szerelmem Eszti. Novellák; Cserépfalvi, Bp., 1946 (Cserépfalvi kiskönyvtára)
- Egy bányász élete; Szikra, Bp., 1946
- Bulgáriai utazás; Irodalmi Intézet, Bp., 1947
- Egy nép nevelői. Tanulmányok; Új Idők, Bp., 1947
- Levél a szovjet írókhoz Petőfi Sándorról; Athenaeum, Bp., 1948 (Zsebkönyvtár)
- Irodalom és haladás; Dante, Bp., 1948
- Jakobinusok. Színmű; Athenaeum, Bp., 1948
- Egy nép nevelői. Tanulmányok; Athenaeum Ny., Bp., 1949
- Az első lecke; Dante, Bp., 1949 (Dante új könyvtár)
- Magyar jakobinusok. Színmű; Athenaeum, Bp., 1950
- Tatai bányászok; Népművelési Minisztérium, Bp., 1951 (Az Ötéves Terv kiskönyvtára)
- A szabadság magvetője; Ifjúsági, Bp., 1951
- Bányászok előre! Beszámoló a Magyar Dolgozók Pártja Központi Vezetősége és a Minisztertanács által egybehívott országos bányászértekezletről 1950. évi nov. 26.; összeáll. Barabás Tibor; Nehézipari, Bp., 1951
- Győzelmes évek. Elbeszélések, riportok; Népszava, Bp., 1952
- Kibontott zászlók. Történelmi jelenet; Népszava, Bp., 1953 (Műsorfüzet)
- Rákóczi hadnagya. Bornemissza János. Irodalmi forgatókönyv; Szépirodalmi, Bp., 1953
- Barabás Tibor–Gádor Béla: Állami áruház. Zenés vígjáték; zene Kerekes János, vers Darvas Szilárd; Népszava, Bp., 1954 (Műsorfüzet)
- Beethoven; Magvető, Bp., 1955
- A szeretet forrása. Válogatott elbeszélések 1934–1954; Szépirodalmi, Bp., 1955
- Új krónika. Riportok, arcképek, tárcák; Katonai, Bp., 1956
- Beethoven; 2., bőv. kiad.; Magvető, Bp., 1956

### 1957–
- Mozart párizsi utazása; Kossuth, Bp., 1957
- Örök dallamok. Mozart, Beethoven, Schubert, Chopin, Liszt; Zeneműkiadó, Bp., 1958
- Egy nép nevelői. Arcképek és tanulmányok; 4. jav., bőv. kiad.; Gondolat, Bp., 1959 (Élet és Tudomány kiskönyvtár)
- Egy címíró emlékiratai; Magvető, Bp., 1960
- Beethoven arcképéhez; Közdok, Bp., 1960
- Rákóczi hadnagya; utószó Czibor János; Szövosz, Bp., 1960 (Kincses könyvek Szövetkezeti kiskönyvtár)
- Génuai randevú. Riportok és történetek; Magvető, Bp., 1961
- A könyv hatalma. Írások az irodalomról; Szépirodalmi, Bp., 1961
- Karácsonyi történet; Móra, Bp., 1962
- Török daráló. Történetek egy kisfiúról; Szépirodalmi, Bp., 1963
- Chopin; Magvető, Bp., 1963
- Házunk büszkesége. Novellák és vidám történetek; Magvető, Bp., 1964
- Éjjeli őrjárat. Rembrandt élete; Szépirodalmi, Bp., 1965
- Aranyfácán. Színmű; Magvető, Bp., 1968
- Napóleon foglya. Kisfaludy Sándor életregénye; Szépirodalmi, Bp., 1968
- Génuai randevú. Riportok, útirajzok; 2. bőv. kiad.; Magvető, Bp., 1969
- Michelangelo élete. Regény; Szépirodalmi, Bp., 1970
- Kereszt a hegytetőn; Szépirodalmi, Bp., 1973
- Három portré / Beethoven / Mozart párizsi utazása / Chopin; Magvető, Bp., 1973
- Uriel. Regény; Szépirodalmi, Bp., 1974
- Végvári legenda. Regény; Móra, Bp., 1974 (Delfin könyvek)
- Magyar csillagok; Kozmosz Könyvek, Bp., 1979

## Színházi munkái
A Színházi Adattárban regisztrált bemutatóinak száma: 12.
- Magyar jakobinusok (1949)
- Győzelem (1950)
- Állami Áruház (1952-1953, 1976, 2011)
- Kibontott zászlók (1953)
- Budai kaland (1962)
- Rab Ráby (1972)

## Filmjei
- Állami Áruház (Gádor Bélával, 1953)
- Rákóczi hadnagya (1953)
- A császár parancsára (1956)
- Mozogni jó (1960)
- Rab Ráby (1964)

## Rádiójátékai
- Jakobinusok (1948)
- Kibontott zászlók (1953)
- Pest-budai tragédia (1965)
- Pest-budai tragédia (1966)
- Idézés (1976)
- Végvári vitézek (1981)
- Rákóczi hadnagya (1983)
- Üdvhadsereg (1984)
- Télikabát (1984)
- Török daráló (1984)
- Száz dollár (1986)

## Átdolgozásai
- A cigány. Szigligeti Ede színműve alapján. (1971)
- A szökött katona. Szigligeti Ede színműve alapján. (1972)
- A csikós. Szigligeti Ede színműve alapján.
- A gránátköves karék. Tv-játék. Alekszandr Kuprin műve alapján.
- Tamás bátya kunyhója. Rádiójáték Harriet Beecher Stowe műve alapján.

## Díjai
- La Fontaine-emlékérem (1940)
- Bolgár Antifasiszta Érem (1947)
- A Bolgár Rend tiszti keresztje
- A Munka Érdemrend ezüst fokozata (1955)
- A Munka Érdemrend arany fokozata (1965, 1970)
- Bolgár Kultúráért aranyérem (1970)
- Cirill és Metód Rend (1974)
- Szocialista Hazáért érdemrend (1973)
- Szocialista Magyarországért érdemrend (1981)